# Isoperla breviptera
Isoperla breviptera är en bäcksländeart som beskrevs av Ikonomov 1980. Isoperla breviptera ingår i släktet Isoperla och familjen rovbäcksländor. Inga underarter finns listade i Catalogue of Life.